# Хронологија СФРЈ и СКЈ јун 1972.
Хронолошки преглед важнијих догађаја везаних за друштвено-политичка дешавања у Социјалистичкој Федеративној Републици Југославији (СФРЈ) и деловање Савез комуниста Југославије (СКЈ), као и општа политичка, друштвена, спортска и културна дешавања која су се догодила у току јуна месеца 1972. године.
| ← мај · Хронологија СФРЈ и СКЈ током 1972. године · јул → |

#### 4. јун
- У Загребу редакција листа „Вјесник“ прогласила књигу „7000 дана у Сибиру“ за књигу године, а њеном аутору Карлу Штајнеру доделила Награду Иван Горан-Ковачић.

#### 5—10. јун
- Председник Републике Јосип Броз Тито боравио у посети Совјетском Сваезу, на позив ЦК КПСС и Президијума Врховног совјета СССР. Поред председника Републике, југословенску делегацију су сачињавали - потпредседник Савезног извршног већа Јаков Сиротковић, председник Извршног биро Председништва СКЈ Стане Доланц, члан Председништва СФРЈ Драги Стаменковић, члан Председништва СКЈ Вељко Влаховић, савезни секретар за иностране послове Мирко Тепавац, шеф кабинета председника Републике Марко Врхунец, саветник председника Републике за сигурност генерал Иван Мишковић и саветник председника Републике за међународне односе Милош Маловски. Током посете југословенска делегација најпре је боравила у Москви (5-7. јун), где је председника Републике, Президијум Врховног совјета СССР-а поводом његовог 80-ог рођендана одликовао Орденом Лењина. Делегација је потом посетила Ригу (7-9. јуна), а 9. јуна се вратила у Москву где су вођени завршни разговори са Леонидом Брежњевим, првим секретаром ЦК КПСС. Задњег дана посете, 10. јуна објављено је заједничко саопштење у коме је истакнуто обострано задовољство због даљег јачања пријатељства и унапређивања сарадње између две земље, као и битног проширења економских и трговинских односа између СФРЈ и СССР.

#### 5—12. јун
- У Стокхолму (Шведска) одржана Прва конференција Уједињених нација о животној средини, којој су присуствовали представници 133 земаља, укључујући и СФРЈ. Југословенска делегација, коју је предводио Трпе Јаковлевски, члан Савезног извршног већа, предложила је да се 5. јун обележава као Светски дан заштите животне средине (Генерална скупштина ОУН-а је на седници 16. децембра донела одлуку којом је прихватила овај предлог).

#### 6. јун
- У Београду одржана седница Председништва Савезне конференције Социјалистичког савеза радног народа Југославије (ССРНЈ) на којој је разматран положај југословенских радника на привременом раду у иностранству.

#### 8—15. јун
- У посети Југославији боравила парламентрана делегација Сједињених Мексичких Држава, коју је предводио председник Сталне комисије мексичког Конгреса Луис Дукоњ. Делегација је била гост Савезне скупштине, а њихов домаћин је био потпредседник Савезне скупштине Густав Влахов.

#### 14. јун
- Председник Републике Јосип Броз Тито упутио писмо Централном комитету Бугарске комунистичке партије поводом прославе 90-годишњице рођена револуционара Георги Димитрова (1882—1949).

#### 14—18. јун
- У Белгији одржано IV европско првенство у фудбалу. Фудбалска репрезентација Југославије није учествовала на овом првенству, јер је у току четвртфинала квалификација за првенство изгубила од репрезентације Совјетског Савеза (прва утакмица одриграна је 30. априла у Београду са 0:0, а друга 12. маја у Лењинграду са 3:0). Прва три места на такмичењу освојиле су репрезентације Западне Немачке, Совјетског Савеза и Белгије.

#### 15—17. јун
- У посети Југославији боравила делегација Министранства иностраних послова Демократске Народне Републике Кореје, коју је предводио заменик министра иностраних послова Ри Ман Сек.

#### 18. јун
- У Ријеци одржана Седма конференција Савеза студената Хрватске под слоганом „Свеучилиште - значајан инструмент развоја самоуправног социјализма“. На Конференцији је оцењена активност студентске организације у протеклом раздобљу, истакнуте су слабости организације у решавању питања студентског стандарда, одређени задаци студената Хрватске у духу закључака 21 седнице Председништва СКЈ и др.

#### 19—23. јун
- Председник Републике Јосип Броз Тито боравио у званичној посети Народној Републици Пољској. Током посете он је водио разговоре са првим секретаром Пољске уједињене радничке партије Едвардом Гјереком и председником Државног савета НР Пољске Хенриком Јаблоњским, као и другим високим руководиоцима НР Пољске и ПУРП-а током којих је изражена обострана спремност за унапређење сарадње. На Варашавском универзитету Тито је пороглашен за почасног докотора наука, а рудари Шљонска су му доделили Диплому почасног рудара НР Пољске. Поред посете Варшави, Тито је посетио и Фабрику аутомобила у Жероњу.

#### 19—24. јун
- У Загребу одржан Први светски фестивал анимираног филма „Анимафест“, у којем је такмичило 84 филмова из 24 земље. Велику награду фестивала добио је филм „Сеча при Криженце“ из Совјетског Савеза.

#### 20. јун—28. јул
- У СФРЈ упала група од 19 усташких терориста припадника тзв „Бугојанске групе“, који су били чланови организације Хрватско револуционарно братство (ХРБ). Њихов циљ је био да, после гушења Хрватског порљећа, покрену „незадовољни народ“ и отпочну устанак против комунистичке власти, али у томе нису успели. Они су 20. јуна илегално ушли у СФРЈ, код Дравограда и отетим камионом се довезли у средњу Босну - на планину Радушу. У близини Прозора, терористи се 25. јуна сусрећу са припадницима милиције и од тада креће потрага за њима. Тада је била покренута акција „Радуша 72“ у којој су учествовале јединице милиције, Југословенске народне армије и локалне Територијалне одбране. До 28. јула терористичка група је била у потпуности ликвидирана - 15 убијених и четворица заробљених терориста (суђено им је у децембру). Током акције погинуло је десет припадника ТО, два припадника Војне полиције ЈНА (капетан и војник) и један милиционер.

#### 22. јун
- У Београду одржана 40 седница Централног комитета СК Србије на којој је разматрана антисоцијалистичка и антисамоуправна делатност унутрашњих и спољних непријатеља СКЈ. Расправљало се и о остваривању закључака 15 седнице ЦК СКС на којој је формулисана политичка линија у борби против непријатељске делатности.
- У Сиону (Швајцарска), од последица рањавања од стране једног полицајца, умро Владимир Дурковић (1937—1972), фудбалер ФК „Сиона“ и члан Фудбалске репрезентације Југославије (1959-1966).

#### 25—30. јун
- У посети Југославији боравио цар Етиопије Хајле Селасије. Током читаве посете, са њим је на Бледу боравио председником Републике Јосип Броз Тито, са којим је водио разговоре који су се односили на узајамне односе две земље и њихово унапређивање, као и на актуелне међународне догађаје.

#### 26. јун
- У Београду одржана заједничка седница Председништва СКЈ и Председништва Савезне конференције ССРНЈ, на којој се расправљало о актуелним питањима остваривања ставова Савеза комуниста и Социјалистичког савеза о информативној делатности и актуелним проблемима и задацима информативно-пропагандне делатности према иностранству.

#### 28. јун
- У Београду одржане седнице Већа народа и Привредног већа Савезне скупштине на којима је усвојен Друштвени план развоја Југославије за период од 1971. до 1975. године. Истог дана одржане су и седнице Већа народа и Друштвено-политичког већа на којима су донети Закључци о задацима спречавања и отклањања друштвено неоправданих социјалних разлика.

#### 30. јун
- У Београду одржана 41 проширена седница Централног комитет СК Србије на којој се расправљало о активностима СКС у борби против национализма и шовинизма.